# Holoplatys grassalis
Holoplatys grassalis is een spinnensoort uit de familie springspinnen (Salticidae). De soort komt voor in West-Australië.